# Хемолитична анемия
Хемолитичната анемия е вид анемия, причинена от хемолиза – усилена деструкция на еритроцитите с вътресъдова или извънсъдова локализация. Има многобройни възможни последици от относително безобидни до животозастрашаващи. Класификацията на хемолитичните анемии се разделя на две основни групи – придобити и вродени. Лечението зависи от причината за еритроцитния разпад и степента му. 
Симптомите на хемолитичната анемия са подобни на другите форми на анемия (умора и задух), но се проявява и различна степен на жълтеница и повишен риск от определени усложнения, като например жлъчни камъни и пулмонална хипертензия.

## Признаци и симптоми
Общите признаци на анемия са налице – бледност, умора, задух, потенциално развитие на сърдечна недостатъчност. При малки деца може да се прояви невиреене като последица от всеки тип анемия. Определени аспекти от анамнезата могат да подскажат каква би могла да е причината за хемолизата например лекарства, консумация на бакла (Фавизъм), наличие на изкуствена сърдечна клапа или други болестни състояния. 
Хроничната хемолиза води до повишена екскреция на билирубин в жлъчните пътища и съответно до повишен риск от образуването на жлъчни камъни. Продължителното освобождаване на хемоглобин се свързва с развитието и на пулмонална хипертензия (повишено налягане в пулмоналната артерия); това, от своя страна води до епизоди на синкоп (припадъци), болки в гърдите, и прогресивно чувство на задух . Пулмоналната хипертония води до дяснокамерна сърдечна недостатъчност симптомите, на която са периферни отоци (течност, която се акумулира в междуклетъчното пространство на краката) и асцит (течност акумулирана в коремната кухина) .

## Причини
Етиологичните причини могат да се класифицират според начина за хемолиза, който би могъл да бъде вътрешен и външен. При вътрешния, причините са свързани със самите червени кръвни клетки (проблеми с еритроцитните протеини и справянето с оксидативния стрес), докато при външния – други фактори извън еретроцитите (включват имунна атака и микроваскуларни ангиопатии). При последните се наблюдава механичното увреждане на еритроцитите в циркулацията.

### Вътрееритроцитни причини
Наследствената хемолитична анемия може да се дължи на:
- Дефекти на клетъчната мембрана на еритроцитите (като при наследствената сфероцитоза и наследствената елиптоцитоза)
- дефекти в хемоглобиновата продукция (като при таласемия, сърповидноклетъчната анемия и вродената дисеритропоетична анемия)
- дефекти в метаболизмът на еритроцитите (като при глюкоза -6-фосфат дехидрогеназна недостатъчност и пируват киназна недостатъчност)

### Външни причини
Придобитата хемолитична анемия може да бъде имунно-медиирана, причинена от лекарства и други причини. 
- имунно-медиираните причини могат да включат транзиторни фактори като инфекция с Mycoplasma pneumoniae (студова аглутинация) или постоянни фактори като автоимунна болест – автоимунна хемолитична анемия (която е по-честа в рамките на други автоимунни болести като системен лупус еритематодес, ревматоиден артрит, лимфома на хочкин и хронична лимфоцитна левкемия) .
- Пароксизмална нощна хемоглобинурия (PNH), Marchiafava-Micheli синдром е рядка, придобита, потенциално животозастрашаваща хематологична болест, която се характеризира с комплемент-индуцирана интраваскуларна хемолитична анемия.
- други причини са хиперспленизъм (увеличаване на неговата активност), например портална хипертензия.
- Придобита ХА също се среща при изгаряния и в резултат на определени инфекции.
- отравяне с олово, неимунна ХА.
- бегачите могат да страдат от ХА, поради деструкция на еритроцитите в стъпалата при контакт на петата със земята.
- нискостепенна ХА се случва при 70% от хората с изкуствени сърдечни клапи, тежка ХА е при 3%.[1]

## Механизъм
включва:
1. Абнорномна и преждевременна деструкция на еритроцитите, а при някои анемии – и на прекурсорните клетки.
2. Повишен разпад на хемоглобин, което води до:
  1. Повишено билирубиново ниво (за сметка на индиректен билирубин) с жълтеница.
  2. Повишен фекален и уринарен уробилиноген 
  3. Хемоглобинемия, метхемоглобинемия, хемоглобинурия, (където има значителна интраваскуларна хемолиза) 
  4. Еритроидна хиперплазия с ускорена продукция на еритроцити, чийто маркер в периферната кръв е повишеният процент ретикулоцити и лека макроцитоза.
  5. Експанзията на костния мозък при новородени и деца с тежка хронична ХА, води до промени в костната конфигурация, които са видими на рентгенография;
3. Балансът между разпадът на еритроцитите и костно-мозъчна компенсатора продукция определя тежестта на анемиите.

При здравия човек, животът на еритроцитите е 90 – 120 дни, така около 1% еритроцити се разпадат всеки ден. Слезката (част от ретикуло-ендотелната система) е основният орган, където стари и увредени еритроците се премахват от циркулацията. При здрави индивиди, този процес се балансира с продукцията на нови еритроцити в костния мозък. 
При условия, където нивото на еритроцитното разрушаване е намалено, тялото първоначално компенсира като продуцира повече еритроцити; въпреки това деструкцията на еритроцитите може да надвишава възможността за компесаторно възстановяване на червените кръвни клетки и да се развие анемия. Билирубинът, продукт при разпадането на хемоглобина, може да се повиши в серума и да причини жълтеница(иктер).
По принцип ХА представлява промяна в жизнения цикъл на червените кръвни клетки. Вместо да бъдат секвестирани в края на своя на живот, еритроцитите се разпадат и желязо-съдържащи молекули попадат в циркулацията. Тъй като освен ядро, еритроцитите нямат и митохондрии, тези клетки разчитат единствено на гликолиза за продукция на енергия и предпазване от оксидативен стрес. Всяко ограничение на гликолизата може да доведе до оксидативно разрушаване на еритроцитите и скъсяване на жизнения им цикъл. Ако клетката не може да сигнализира до ретикуло-ендотелните фагоцити чрез отделяне на фосфатидилсерин, много възможно е лизирането да се осъществи по други, неконтролирани пътища. Котките и кучетата се различават от хората по отношение на строежа на еритроцитите. Те имат променена резистентност към оксидативния стрес от лук и чесън.
Най-характерната черта на интраваскуларната хемолиза е освобождаването на еритроцитното съдържимо в кръвообращението. Метаболизмът и елиминацията на тези продукти, основно желязо-съдържащи съставки, са способни да нанесат увреждания чрез реакцията на Фентон (Fenton reactions). Свободният хемоглобин може да се свърже към хаптоглобина или да се оксидира и да освободи хем-група, която се свързва с хемопексин или с албумин. Хемът в крайна сметка се превръща в билирубин и се отделя с изпражненията и урината. Хемоглобинът може да се отдели директно чрез бъбреците, което ще доведе до бърз клирънс на свободен хемоглобин, но и ще доведе до продължителна загуба на тубулни клетки, които съдържат хемосидерин.
Допълнителни ефекти на свободния хемоглобин се дължат на специфични реакции с NO.

## Диагноза
Диагнозата ХА се поставя на базата на характерната клинично-лабораторната констелация и се базира основно на изследванията на периферната кръв и редица лабораторни показатели. Симптомите на ХА включва такива, присъщи на всички анемии, както и някои специфични – последица от хемолиза. Всички анемии могат да причинят умора, задух, намалена физическа издръжливост. Специфичните симптоми, свързани с хемолизата са иктер и тъмна урина (поради наличието на хемоглобин). Когато хемоглобинурията се появява само сутрин може да се мисли за пароксизмална нощна хемоглобинурия. Директно изследване на периферна кръв под микроскоп може да демонстрира еритроцити наречени шизоцити, сфероцити и др. Ретикулоцитозата е проява на костно мозъчна компенсация при ХА. Лабораторните изследвания включват ПКК, билирубин, ЛДХ (лактат дехидрогеназа), тест за свободен хемоглобин, хаптоглобин, хемопексин, директен тест на Кумбс за оценка на антитела, свързани с еритроцитите, които биха доказали автоимунна ХА. 

## Лечение
Лечението зависи от причината за ХА:
- Симптоматично лечение – кръвни трансфузии, ако анемията е тежка. Позитивен Кумбс тест е относителна контраиндикация за хемотрансфузия. При наличие на студови антитела като причина за ХА, се предпочита затоплена кръв.
- при тежки имунно–медиирани ХА понякога е необходима стероидна терапия .
- при стероидно резистентни случаи се обсъжда приложението на rituximab или допълнително прилагане на имуносупресант (azathioprine, cyclophosphamide)
- комбинация от метилпреднизолон и интравенозни имуноглобулини могат да контролират хемолизата в остри тежки случаи
- спленектомия – при преобладаване на екстраваскуларна хемолиза. Например наследствената микросфероцитоза.

## Други животни
Хемолитичната анемия засяга и други видове. Среща се при редица видове от животинското царство и се провокира от специфични фактори. 
Интересен случай е ХА при черните носорози в плен. Болестта засяга 20% от затворените носорози, но се среща и при дивите носорози. 